# Shannonomyia
Shannonomyia är ett släkte av tvåvingar. Shannonomyia ingår i familjen småharkrankar.

## Dottertaxa tillShannonomyia, i alfabetisk ordning[1]
- Shannonomyia abortiva
- Shannonomyia abra
- Shannonomyia adumbrata
- Shannonomyia aenigmatica
- Shannonomyia antarctica
- Shannonomyia araguae
- Shannonomyia argenticeps
- Shannonomyia atroapicalis
- Shannonomyia austrolathraea
- Shannonomyia barilochensis
- Shannonomyia batesi
- Shannonomyia bogotensis
- Shannonomyia brevicula
- Shannonomyia brevinervis
- Shannonomyia bruneriana
- Shannonomyia bullockiana
- Shannonomyia cacoxena
- Shannonomyia caesia
- Shannonomyia cerbereana
- Shannonomyia cineracea
- Shannonomyia cingara
- Shannonomyia congenita
- Shannonomyia crassicornis
- Shannonomyia crepera
- Shannonomyia dampfi
- Shannonomyia dilatistyla
- Shannonomyia erubescens
- Shannonomyia evanescens
- Shannonomyia exilifila
- Shannonomyia exilipes
- Shannonomyia exilostyla
- Shannonomyia feriata
- Shannonomyia fuscostigmalis
- Shannonomyia galindoi
- Shannonomyia globulicornis
- Shannonomyia gracilior
- Shannonomyia gurneyana
- Shannonomyia haitensis
- Shannonomyia halterata
- Shannonomyia hoffmani
- Shannonomyia ignava
- Shannonomyia jaffueli
- Shannonomyia justa
- Shannonomyia kuscheli
- Shannonomyia lathraea
- Shannonomyia lenitatis
- Shannonomyia lenta
- Shannonomyia lentina
- Shannonomyia lentoides
- Shannonomyia leonardi
- Shannonomyia lignyptera
- Shannonomyia lipernes
- Shannonomyia longiradialis
- Shannonomyia masatierrae
- Shannonomyia mesophragma
- Shannonomyia mesophragmoides
- Shannonomyia microstyla
- Shannonomyia minutipennis
- Shannonomyia moctezuma
- Shannonomyia multisetosa
- Shannonomyia myersiana
- Shannonomyia nacrea
- Shannonomyia nebrioptera
- Shannonomyia neoseclusa
- Shannonomyia nudipennis
- Shannonomyia olssoni
- Shannonomyia orophila
- Shannonomyia oslari
- Shannonomyia ovaliformis
- Shannonomyia paraguayensis
- Shannonomyia parvicellula
- Shannonomyia penumbrosa
- Shannonomyia permonstrata
- Shannonomyia perreticularis
- Shannonomyia phaeostigmosa
- Shannonomyia phragmophora
- Shannonomyia pomerantzi
- Shannonomyia protuberans
- Shannonomyia providens
- Shannonomyia reticularis
- Shannonomyia roraimensis
- Shannonomyia scaramuzzai
- Shannonomyia seclusa
- Shannonomyia selkirkiana
- Shannonomyia semireducta
- Shannonomyia septempunctata
- Shannonomyia setulicornis
- Shannonomyia sopora
- Shannonomyia sparsipunctata
- Shannonomyia sparsissima
- Shannonomyia stigmatica
- Shannonomyia subexillipes
- Shannonomyia subsopora
- Shannonomyia subumbra
- Shannonomyia torus
- Shannonomyia triangularis
- Shannonomyia trichophora
- Shannonomyia tuber
- Shannonomyia umbra
- Shannonomyia urophora
- Shannonomyia vocator
- Shannonomyia zernyana